# جورج ريتشاردز
جورج ريتشاردز (بالإنجليزية: George Richards)‏ (10 مايو 1880 المملكة المتحدة - 1 نوفمبر 1959) هو لاعب كرة قدم بريطاني.

## روابط خارجية
- جورج ريتشاردز على موقع قاعدة بيانات كرة القدم.إي يو (الإنجليزية)
- جورج ريتشاردز على موقع ناشيونال فوتبول تيمز (الإنجليزية)